# هالیوود پالادیوم
هالیوود پالادیوم (انگلیسی: Hollywood Palladium) یک سالن نمایش در لس آنجلس، ایالات متحده آمریکا است.
این تئاتر که در سال ۱۹۴۰ تأسیس شده دارای ۳٬۷۰۰ نفر ظرفیت می‌باشد.

## نگارخانه

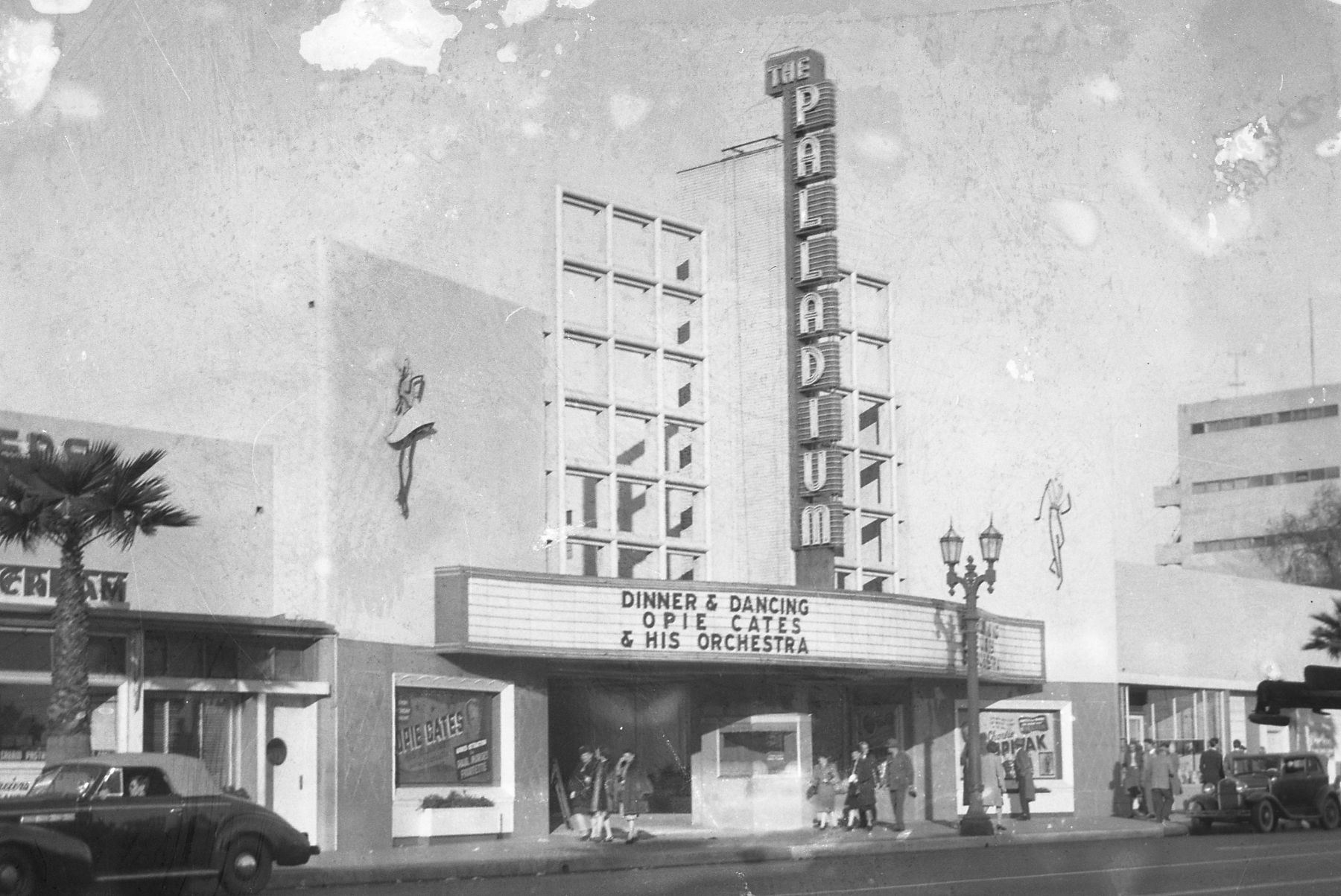
۱۹۴۷
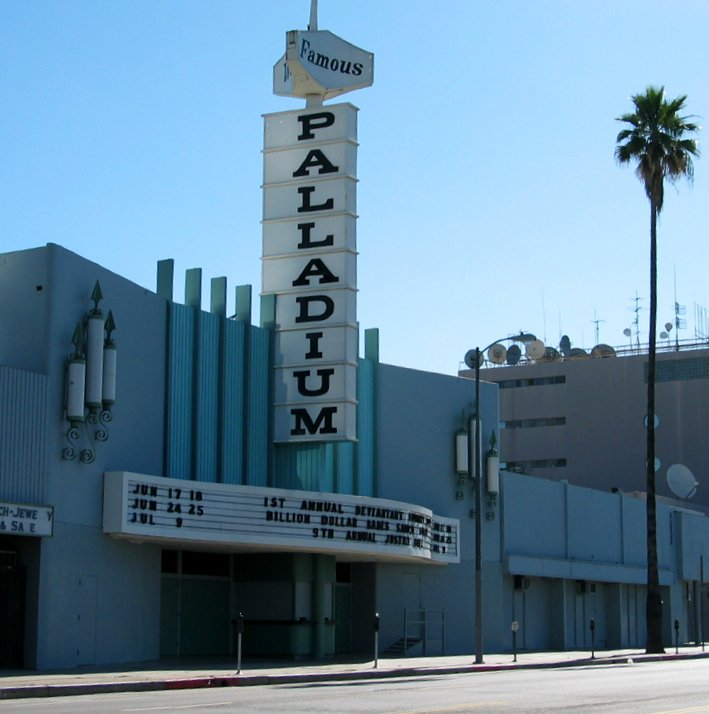
۲۰۰۵